# Xã Troy, Quận Wood, Ohio
Xã Troy (tiếng Anh: Troy Township) là một xã thuộc quận Wood, tiểu bang Ohio, Hoa Kỳ. Năm 2010, dân số của xã này là 3.870 người.